# Бетково
Бетково — деревня в Заклинском сельском поселении Лужского района Ленинградской области.

## История
Впервые упоминается в писцовой книге Водской пятины 1500 года, как деревня Бятково, в Дмитриевском Городенском погосте Новгородского уезда.
В конце XVIII века село Бетково принадлежало помещикам «Паскочиным».
Как деревня Беткова она обозначена на карте Санкт-Петербургской губернии Ф. Ф. Шуберта 1834 года.

БЕТКОВО — деревня принадлежит: титулярному советнику Ивану Саблину, число жителей по ревизии: 11 м. п., 12 ж. п.

чиновнице 6-го класса Окуньковой, число жителей по ревизии: 1 м. п. (1838 год)

Как деревня Беткова она отмечена на карте профессора С. С. Куторги 1852 года.

БЕТКОВО — деревня господина Саблина, по просёлочной дороге, число дворов — 6, число душ — 25 м. п. (1856 год)

БЕШКОВО — деревня и мыза владельческие при озере Меревском, число дворов — 7, число жителей: 31 м. п., 34 ж. п. (1862 год)

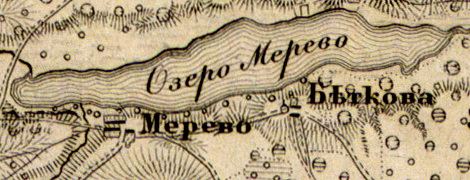
Деревня Бетково на карте 1863 года

Согласно карте из «Исторического атласа Санкт-Петербургской Губернии» 1863 года деревня называлась Беткова.
В 1871—1872 годах временнообязанные крестьяне деревни выкупили свои земельные наделы у П. И. Саблина и стали собственниками земли.
В XIX — начале XX века деревня административно относилась к Перечицкой волости 1-го земского участка 1-го стана Лужского уезда Санкт-Петербургской губернии.
По данным «Памятной книжки Санкт-Петербургской губернии» за 1905 год деревня Бетково входила в Изорское сельское общество, 155 десятин земли в деревне принадлежали дворянке Александре Павловне Оболенской.
С 1917 по 1923 год деревня находилась в составе Меревского сельсовета Перечицкой волости Лужского уезда.
С 1923 года, в составе Толмачёвской волости.
С 1924 года, в составе Бетковского сельсовета.
По данным 1933 года деревня Бетково являлась административным центром Бетковского сельсовета Лужского района, в который входили 10 населённых пунктов: деревни Бетково, Горушка, Жеребудь, Заполье, Келло, Малое Замошье, Мерёво, посёлки Молоково, Троица и хутор Заплотье, общей численностью населения 1185 человек.
По данным 1936 года в состав Бетковского сельсовета входили 11 населённых пунктов, 235 хозяйств и 8 колхозов.
C 1 августа 1941 года по 31 января 1944 года деревня находилась в оккупации.
В 1965 году население деревни составляло 116 человек.
По данным 1966 года деревня Бетково также входила в состав Бетковского сельсовета и являлась его административным центром.
По данным 1973 и 1990 годов года деревня Бетково входила в состав Каменского сельсовета.
По данным 1997 года в деревне Бетково Каменской волости проживали 52 человека, в 2002 году — 67 человек (все русские).
В 2007 году в деревне Бетково Заклинского СП проживали 36 человек.

## География
Деревня расположена в юго-восточной части района на автодороге 41А-004 (Павлово — Мга — Луга).
Расстояние до административного центра поселения — 19 км.
Расстояние до ближайшей железнодорожной станции Луга — 17 км.
Расстояние до районного центра — 17 км.
Деревня находится на южном берегу Мерёвского озера.

## Демография
| 1838 | 1862 | 1965 | 1997 | 2007 | 2010 | 2017 |
| ---- | ---- | ---- | ---- | ---- | ---- | ---- |
| 24   | ↗65  | ↗116 | ↘52  | ↘36  | ↗39  | ↘31  |

## Достопримечательности
- Древние курганы и жальничный могильник с овальными и прямоугольными оградками, сложенными из камней
- Часовня конца XIX века из красного кирпича, была построена одним из владельцев усадьбы Бетково, Алексеем Михайловичем Дурдиным[3]
- «Аллея памяти» в честь 56 ушедших на фронт односельчан (2010)
- Памятник партизанам (2013)

## Улицы
Дачная, Новосёлов, Полевая, Полевой переулок, Родниковая, Солнечная, Центральная.